# Felipe Raúl Valdés Aguilar
Felipe Raúl Valdés Aguilar (* 1930) ist ein ehemaliger mexikanischer Botschafter.

## Leben
Felipe Raúl Valdés Aguilar wurde 1964 mit dem Thema Los méthodos diplomaticos, su evolución y tendentcias actuales zum Doktor promoviert. Wurde 1962 Ritter des Verdienstordens der Bundesrepublik Deutschland. 1974 erhielt er eine jugoslawische Fahne.
Von September 1987 bis Juli 1989 vertrat er sein Land als Botschafter in der DDR. Am 21. September 1987 wurde er vom Vorsitzenden des Staatsrates der DDR, Erich Honecker, zur Entgegennahme des Beglaubigungsschreibens empfangen. Anlässlich der Beendigung seiner Tätigkeit in der DDR wurde er vom Stellvertreter des Vorsitzenden des Staatsrates, Horst Sindermann, empfangen.
| Vorgänger                     | Amt                                                                               | Nachfolger                    |
| ----------------------------- | --------------------------------------------------------------------------------- | ----------------------------- |
| Ulises Sergio Schmill Ordóñez | Mexikanischer Botschafter in Bad Godesberg 10. März 1977 bis 27. Februar 1978     | Roberto de Rosenzweig-Díaz A. |
| José Gascón Mercado           | Mexikanischer Botschafter in Trinidad und Tobago 30. März 1978 bis 30. Juni 1979  | Ismael Moreno Pino            |
| José Gascón Mercado           | Mexikanischer Botschafter in Caracas 27. März 1978 bis 8. Juni 1979               | Ismael Moreno Pino            |
| Alfonso León de Garay Castro  | Mexikanischer Botschafter in Tel Aviv 7. Juli 1983 bis 9. Juni 1987               | Rogelio Martínez Aguilar      |
| Rogelio Martínez Aguilar      | Mexikanischer Botschafter in Berlin 1987 bis 1989                                 | Rosario Green                 |
| Edmundo Font López            | Mexikanischer Botschafter in Bogota 8. September 1992 bis 19. Februar 1995        | Oliver Albert Farres Martins  |
| Jorge Eduardo Navarrete       | Mexikanischer Botschafter in Santiago de Chile 21. März 1995 bis 19. Februar 1999 | Otto Granados Roldán          |